# McDonnell Douglas MD-12
McDonnell Douglas MD-12 – niezrealizowany projekt szerokokadłubowego samolotu pasażerskiego firmy McDonnell Douglas. W pierwotnej wersji MD-12 miał być daleko posuniętą modyfikacją maszyny McDonnell Douglas MD-11, jednak w wyniku dalszych prac projekt MD-12 stał się czterosilnikowym samolotem z dwoma pasażerskimi pokładami na całej długości kadłuba. Brak możliwości finansowania prac nad samolotem spowodował anulowanie programu jego budowy.

## Historia
W 1991 roku McDonnell Douglas przedstawił projekt nowej, trzysilnikowej, szerokokadłubowej, powiększonej wersji MD-11 oznaczonej jako MD-12X. Miał być to samolot zdolny do przewozu 400 i więcej pasażerów. Aby zapewnić środki finansowe do produkcji samolotu, w listopadzie 1991 roku wytwórnia podpisała porozumienie o utworzeniu spółki z Taiwan Aerospace Corporation, w której miałaby większościowe udziały. MD-12X miał swoimi osiągami konkurować z samolotem Boeing 747. W budowie nowego samolotu na bardzo szeroką skalę zamierzano zastosować materiały kompozytowe, z których wykonane miały być klapy, spojlery, elementy pokładu, gondoli silnikowych, stery kierunku i wysokości. Kadłub samolotu miał zostać wydłużony do 72,4 m, maksymalna startowa wynosić miała 303,9 ton, rozpiętość 64,8 m, wysokość 18,16 m. MD-12X napędzany miał być silnikami użytymi już w konstrukcji MD-11 w takim samym układzie konstrukcyjnym, dwa silniki pod skrzydłami i jeden u nasady steru kierunku. W jednej z wersji maszyny, fragment dolnego, bagażowego pokładu samolotu miał zostać przystosowany do przewozu pasażerów. W dolnej kabinie nazwanej Panorama Deck zamierzano umieścić miejsca dla 54 pasażerów a okna kabiny miały być skierowane do dołu. MD-12 w wersji trzyklasowej miał możliwość przewiezienia 447 pasażerów na dystansie 14 825 km. Ukończenie budowy prototypu planowano na 1994 rok. W kwietniu 1992 roku zaprezentowano kolejną wersję MD-12, tym razem nowy samolot miał mieć pasażerskie pokłady na całej długości samolotu. Projektanci odeszli również od układu konstrukcyjnego wykorzystanego w samolocie MD-11, planując zastosowanie czterech silników zawieszonych pod skrzydłami. Pierwszy lot prototypu planowany był na 1995 rok a dostawy do potencjalnych odbiorców miały rozpocząć się w 1997 roku. Tak ogromny samolot i koszty związane z jego projektem były jednak nie do udźwignięcia dla wytwórni, w związku z czym cały program został anulowany. Pierwszym samolotem z dwoma pokładami pasażerskimi na całej długości kadłuba wprowadzonym do eksploatacji w liniach lotniczych został Airbus A380.

## Wersje
- MD-12HC – wersja podstawowa, zdolna do przewozu 511 pasażerów na dystansie 13 000 km.
- MD-12LR – wersja zdolna do przewozu 430 pasażerów.
- MD-12ST – wersja zabierająca na pokład maksymalnie 700 pasażerów i zasięgu 12 000 km.
- MD-12F – wersja towarowa o ładowaności 183 000 kg i pojemności 897 m³.